# Hamisítás Elleni Nemzeti Testület
A Hamisítás elleni Nemzeti Testület 2008-ban jött létre.
A második Orbán-kormány a 287/2010. (XII. 16.) Korm. rendelettel 2011. január 1-jével újra szabályozta a Hamisítás Elleni Nemzeti Testületet, (rövidítése: HENT) a szellemi tulajdonjogok megsértése elleni hatékony fellépés erősítésére, valamint a hamisítás elleni cselekvési tervek kidolgozásának és végrehajtásának koordinálására.

## Feladatai
- a) a hamisítás elleni nemzeti stratégia és az ahhoz kapcsolódó intézkedési tervek kidolgozása, végrehajtásuk összehangolása;
- b) a hamisítás elleni nemzetközi és európai uniós kezdeményezésekkel kapcsolatos kormányzati tevékenység összehangolása és támogatása;
- c) a hamisításra vonatkozó statisztikai adatok rendszerezése, elemzése;
- d) tudatosságnövelő, felvilágosító programok, kampányok kezdeményezése, összehangolása, valamint végrehajtásuk figyelemmel kísérése;
- e) a hamisítás elleni fellépésben közreműködő rendészeti és igazságügyi szervek alkalmazottainak továbbképzése;
- f) javaslattétel a szellemi tulajdonjogok érvényesítését szolgáló jogszabályok megalkotására és módosítására.[3]

## Szervezete
A Testület tagjainak létszáma – a Testület elnökét is ideértve – legfeljebb 21 fő. Elnöke az igazságügyért felelős miniszter, a Testület tagja elnökhelyettesként a Szellemi Tulajdon Nemzeti Hivatalának elnöke. A Testület további tagjainak kinevezése 3 évre szól. A Testület tagjai tevékenységükért díjazásban nem részesülnek. A Testület titkársági feladatait a Szellemi Tulajdon Nemzeti Hivatala látja el.

## Hatályba lépés
287/2010. (XII. 16.) Korm. rendelet 2011. január 1-jén lépett hatályba. A Testület tagjainak az e rendelet hatálybalépését megelőzően adott kinevezése e rendelet erejénél fogva megszűnt. A Testületet ezt követő 3 hónapon belül  újjá kellett alakítani.

## Megszünése
A 2022 júniusában az Országgyűléshez a  „Magyarország 2023. évi központi költségvetésének megalapozásáról” címen benyújtott törvényjavaslat 12. §-ához fűzött indokolás szól a HENT megszűnéséről.

„A 12. §–hoz A gyakorlati tapasztalatok alapján a Hamisítás Elleni Nemzeti Testület (a továbbiakban: HENT) feladatainak ellátása, így különösen a hamisítás elleni küzdelemben résztvevő kormányzati szervek együttműködésének biztosítása, illetve a szakmai javaslatok közvetítése a jogalkotó irányába nem igényel elkülönült szervezeti struktúrát. Mindezek alapján a HENT önálló szervezetként megszűnik, további ellátást igénylő feladatai pedig az igazságügyi miniszterhez, mint a Kormány fogyasztóvédelemért felelős tagjához kerülnek, amely útján biztosítható a hamisítási elleni fellépés eddigi eredményeinek megőrzése és további ellátása.”

A HENT mint önállö testület 2022. augusztus 1-jével megszűnt.